# Épiglottite

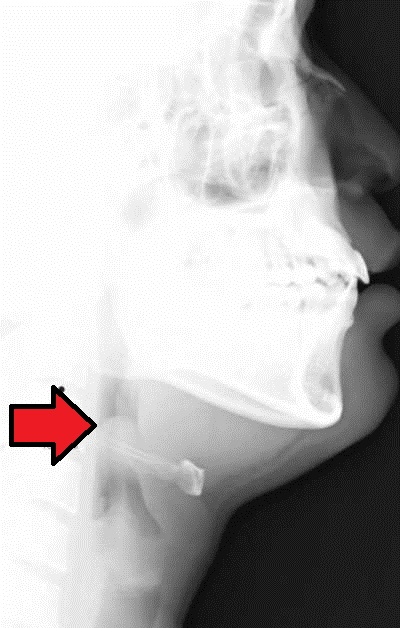
Vue latérale en radiographie révélant le "signe du pouce" qui indique un gonflement de l'épiglotte, évocateur d'une épiglottite aiguë.

L'épiglottite est un type de laryngite pouvant constituer une urgence vitale chez l'enfant et consistant en un œdème de l'épiglotte obstruant les voies aériennes supérieures.

## Causes
Elles sont le plus souvent infectieuses et le premier germe en cause est l'Haemophilus influenzae. Le terrain est essentiellement l'enfant mais elle peut survenir chez l'adulte.
Rarement, elles peuvent être secondaires à une lésion traumatique, thermique ou corrosive.

## Clinique
Elle se manifeste par une dyspnée de type laryngée, de survenue rapide dans un contexte fébrile chez l'enfant : essentiellement inspiratoire, avec stridor, dysphonie (altération de la voix).

## Traitement
Une prise en charge hospitalière urgente est nécessaire devant l'évolution possible vers une détresse respiratoire nécessitant la mise sous ventilation contrôlée. L'intubation trachéale peut cependant être difficile.
L'oxygénation par un mélange d'oxygène et d'hélium peut aider à passer un cap. Ce mélange permet un écoulement gazeux beaucoup plus laminaire dans des conditions de rétrécissement important des voies aériennes supérieures.
La mise sous antibiotiques est de règle.